# タッド・ダメロン
タッド・ダメロン（Tadd Dameron）ことタッドリー・ユーイング・ピーク・ダメロン（Tadley Ewing Peake Dameron、1917年2月21日 オハイオ州クリーヴランド – 1965年3月8日）は、アメリカ合衆国のジャズ・ピアニストおよび作曲家・編曲家。デクスター・ゴードンからはバップ運動の「ロマン主義者」と評されるとともに、批評家のスコット・ヤナウをして「バップ時代を明確にした作編曲家」と言わしめた。

## 略歴
ビバップ時代の最も有力な編曲家であったが、スウィングやハード・バップのミュージシャンにもヒット曲を提供しており、カウント・ベイシーやアーティ・ショウ、ジミー・ランスフォード、ディジー・ガレスピー、ビリー・エクスタインらのバンドのために編曲を手懸けた。作詞家のカール・シグマンとは、サラ・ヴォーンの代表曲の一つである「イフ・ユー・クッド・シー・ミー・ナウ（If You Could See Me Now）」を創作する。リズム・アンド・ブルースの巨星ブル・ムース・ジャクソンとも共演して編曲を手懸けた。バンドリーダーとして自身の楽団からファッツ・ナヴァロ、マイルス・デイヴィス、デクスター・ゴードン、ソニー・ロリンズ、ウォーデル・グレイらの売れっ子ミュージシャンを輩出した。ベニー・ゴルソンとも活動を共にし、後に著名なジャズ作曲家に成長したゴルソンは、作風においてダメロンから最も多大な影響を受けたと語っている。
ダメロンは、晩年まで薬物依存症を患っていた。また、1965年に48歳で癌で亡くなるまで、数度の心臓発作にも苛まれている。

### 後世への影響
バップ・ジャズのスタンダードを遺し、「ホット・ハウス（Hot House）」「アワ・デライト（Our Delight）」「グッド・ベイト（Good Bait）」「レイディ・バード（Lady Bird）」などの楽曲を発表した。
没後に数多くの称賛を受けるようになり、1975年にジャズ・ピアニストのバリー・ハリスは、ザナドゥ・レコードよりトリビュート・アルバム『プレイズ・タッド・ダメロン』を発表。フィリー・ジョー・ジョーンズとドン・シックラーは1980年にダメロンへのトリビュート・バンド「ダメロニア（Dameronia）」を結成した。1982年には、スライド・ハンプトンやジミー・ヒース、ロン・カーター、アート・テイラー、ケニー・バロンがグループを組み「コンティニュアム」名義でトリビュート・アルバム『マッド・アバウト・タッド（タッド・ダメロンに捧ぐ）』を発表した。このアルバムは現在CD再発されている。

## ディスコグラフィ

### リーダー・アルバム
- A Study in Dameronia (1953年、Prestige)
- 『フォンテーヌブロー』 - Fontainebleau (1956年、Prestige)
- 『メイティング・コール』 - Mating Call (1957年、Prestige) ※with ジョン・コルトレーン
- 『ザ・マジック・タッチ』 - The Magic Touch (1962年、Riverside)
- The Tadd Dameron Band (1962年、Jazzland)
- Good Bait (1968年、Riverside) ※with ファッツ・ナヴァロ
- 『アンソロポロジー』 - Anthropology (1972年、Spotlite) ※1949年録音
- 『パリ・フェスティヴァル・インターナショナル』 - In Paris Festival International De Jazz May, 1949 (1977年、Columbia) ※with マイルス・デイヴィス。1949年録音
- Cool Boppin' (1991年、Fresh Sound) ※with マイルス・デイヴィス。1949年録音

## 註釈
1. ↑  Yanow, Scott (2008). "Tadd Dameron biography", AllMusic.
2. ↑  Carr, Ian; Fairweather, Digby and Priestley, Brian Rough Guide to Jazz Rough Guides, 2004, ISBN 9781843532569, "Don Sickler" at Google Books